# Mogens Tvilling
Mogens Tvilling (* 18. Mai 1935 in Kopenhagen; †  1. Januar 2018 in Randers)  war ein dänischer Radrennfahrer.

## Sportliche Laufbahn
Seinen ersten Sieg holte er 1957 im Koldinghusløbet. 1959 wurde er Mitglied der Nationalmannschaft. Bei den Straßenradsport-Weltmeisterschaften 1961 gewann er mit seinen Teamkollegen Bent Peters, Mogens Frey und Curt Trusell die Silbermedaille im Mannschaftszeitfahren. 1962 konnte er diesen Erfolg wiederholen und errang mit Ole Krøier, Vagn Bangsborg und Ole Ritter wieder die Silbermedaille. Im Einzelrennen der Weltmeisterschaften wurde er 1961 60.
1958 hatte er die Fyen Rundt gewonnen. 1961 gewann er das Stjerneløbet in Roskilde. Die  Internationale Friedensfahrt fuhr er 1961, wobei er aus dem Rennen ausschied.
1964 beendete er seine Laufbahn.

## Berufliches
Tvilling war gelernter Aufzugsmonteur. Nach seiner aktiven Radsportkarriere wurde Mogens Tvilling Trainer beim Randers Cykleklub.